# NGC 1325
NGC 1325 (другие обозначения — ESO 548-7, MCG −4-9-4, UGCA 70, IRAS03221-2143, PGC 12737) — спиральная галактика с перемычкой (SBbc) в созвездии Эридана.
Этот объект входит в число перечисленных в оригинальной редакции «Нового общего каталога». Галактику открыл Уильям Гершель 19 декабря 1798 года; из-за наличия яркой звезды в оболочке он отнес её к своему классу IV. Он описал её так: «Звезда около 9 или 10 звёздной величины с туманным лучом на южно-западной стороне. Луч примерно длиной 1,5′. Звезда может быть не связана с ним».
В 1975 году в галактике наблюдалась вспышка сверхновой, получившей обозначение SN 1975S, её пиковая видимая звёздная величина составила 14,0m.
Галактика NGC 1325 входит в состав группы галактик NGC 1395. В группу входят несколько десятков галактик, в том числе NGC 1315, NGC 1325, NGC 1331, NGC 1332, NGC 1347, NGC 1353, NGC 1371, NGC 1367, NGC 1377, NGC 1385, NGC 1395, NGC 1401, NGC 1414, NGC 1415, NGC 1422, NGC 1426, NGC 1438, NGC 1439, IC 1952, IC 1953, IC 1962.
NGC 1325 — сильно наклонённая спиральная галактика с множеством рукавов, с очень маленьким, более ярким ядром и клочковатыми спиральными рукавами. Фотографии показывают асимметричную структуру более тусклых внешних спиральных рукавов, которые более обширны на юго-западе. На расстоянии 6,75′ к запад-северо-западу от неё находится линзообразная галактика NGC1319.
Визуально в любительский телескоп NGC 1325 наблюдается как большая и довольно яркая галактика; она представляет собой вытянутый, хорошо очерченный овал света, ориентированный с северо-востока на юго-запад; в центре вдоль его главной оси находится широкое более яркое пятно. Заметная звезда поля проецируется на внешнюю оболочку на расстоянии 1,0′ к восток-северо-востоку от ядра, а менее яркая звезда поля проецируется на восток-юго-восточную часть. В поле зрения на западе находится более слабая галактика NGC1319; это овальное световое пятнышко, более яркое в центре и ориентированное с северо-северо-востока на юго-юго-запад.  
Радиальная скорость: 1510 км/с. Расстояние: 67 млн световых лет. Диаметр: 92 000 световых лет.